# Jos Lansink

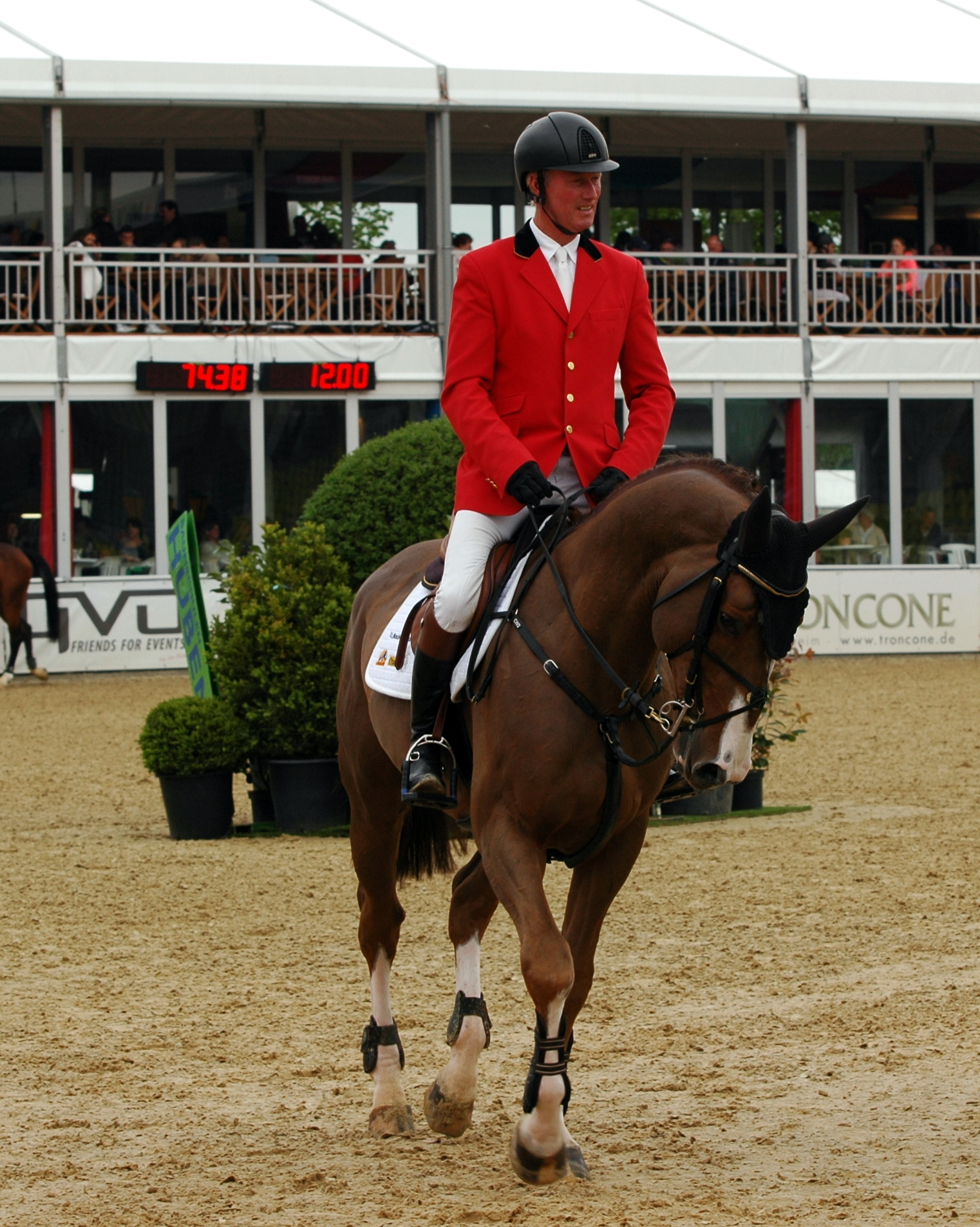
Jos Lansink mit Aganix du Seigneur beim Maimarkt-Turnier Mannheim 2015

Jozeph Johannes Gerhardus Marinus „Jos“ Lansink (* 19. März 1961 in Rossum) ist ein gebürtiger niederländischer Springreiter, der seit 2001 mit einem belgischen Pass für Belgien reitet.

## Leben
Seine größten sportlichen Erfolge sind die Goldmedaille bei den Olympischen Sommerspielen 1992 in Barcelona mit der niederländischen Mannschaft und der Gewinn des Weltmeistertitels bei den Weltreiterspielen 2006 für Belgien.
Jos Lansink erzielte seinen endgültigen sportlichen Durchbruch 1988, als er den Großen Preis von Twente und das CHIO in Rotterdam gewann. Darüber hinaus wurde in jenem Jahr niederländischer Vizemeister und hatte somit den Platz in der niederländischen Nationalmannschaft für die Olympischen Sommerspiele in Seoul sicher. Mit seinem Pferd Felix erreichte er dort in der Einzelwertung einen hervorragenden siebten, und mit der Mannschaft einen guten fünften Rang. Außerdem gewann er mit Felix auch die Bronzemedaille bei den Europameisterschaften 1989 in Rotterdam.
Mit seinem nachfolgenden Pferd Egano erzielte Lansink erneut einen dritten Platz bei den Europameisterschaften im französischen La Baule 1991. In der Nationenwertung belegte er sogar mit der niederländischen Mannschaft den ersten Rang. Die gute Form Anfang der 1990er Jahre bestätigte er, als er bei den Olympischen Sommerspielen 1992 zusammen mit seinen Teamkollegen Piet Raijmakers und Jan Tops Olympiasieger in der Nationenwertung wurde.
Bei den Olympischen Sommerspielen 2000 in Sydney startete Jos Lansink zum letzten Einsatz für die Niederlande. Zusammen mit Jeroen Dubbeldam, Jan Tops und Albert Voorn belegte er den fünften Rang in der Nationenwertung.
Nachdem im internationalen Reitsport eine Regeländerung durchgeführt wurde, dass sowohl der Reiter als auch das Pferd eine identische Nationalität nachweisen müssten und Lansink seit 1996 in Ermangelung guter niederländischer Pferde belgische ritt, nahm er konsequent die belgische Nationalität an. Dessen ungeachtet gewann er mit dem Pferd High Valley Z von Paul Schockemöhle die offene Holländische Meisterschaft 2002, die er insgesamt achtmal erringen konnte.
2005 arbeitete sich Lansink mit verschiedenen Pferden (u. a. Ta Belle van Sombeke, Cumano) wieder langsam an seine alte Form heran: Neben einem zweiten Platz im Nationenpreis
beim CSIO Rotterdam, erzielte er dritte Plätze in den Großen Preisen von Aachen und Valkenswaard sowie einen dritten Platz im Nationenpreis in Dublin. Der sportliche Höhepunkt war dennoch der vierte Rang in der Einzelwertung bei der Europameisterschaft in San Patrignano, bevor er im September 2005 beim Training stürzte und sich einen Arm brach.
Seit Dezember 2005 (Internationales Festhallen Reitturnier, Frankfurt am Main) arbeitete er sich wieder an die Weltspitze heran. Dabei kam ihm zugute, dass er seit 2005 seine Pferde im eigenen Stall in Ellikem trainiert.
Mit dem sehr großrahmigen Holsteiner-Schimmel Cumano sicherte er mit zwei fehlerfreien Umläufen im Qualifikationsspringen auch die Teilnahme am Finale der Weltreiterspiele 2006 in Aachen. Selbst dabei blieb Lansink wie seine Kontrahentinnen Beezie Madden und Meredith Michaels-Beerbaum fehlerfrei. Für die Amazonen sah man beim obligatorischen Pferdetausch zuerst den riesigen 13-jährigen Hengst als Handikap an. Dieser ging jedoch ruhig und souverän über alle Hürden. Im abschließenden Stechen gelang Lansink mit Cumano sowohl ein Nullfehler-Ritt als auch eine sehr gute Zeit, die es zu unterbieten galt. Beide Damen erzielten jeweils vier Fehlerpunkte, sodass Lansink seinen größten sportlichen Erfolg bis dato feiern konnte und für seine Wahlheimat Belgien den ersten großen Einzeltitel errang. Cumano wurde außerdem erfolgreichstes Pferd der Weltreiterspiele, bei der Siegerehrung bewies der Holsteinerschimmel Nervenstärke und überzeugte durch sein Wesen.
Im Februar 2011 befand er sich auf Rang 46 der Springreiter-Weltrangliste.

## Erfolge
- Olympische Spiele:

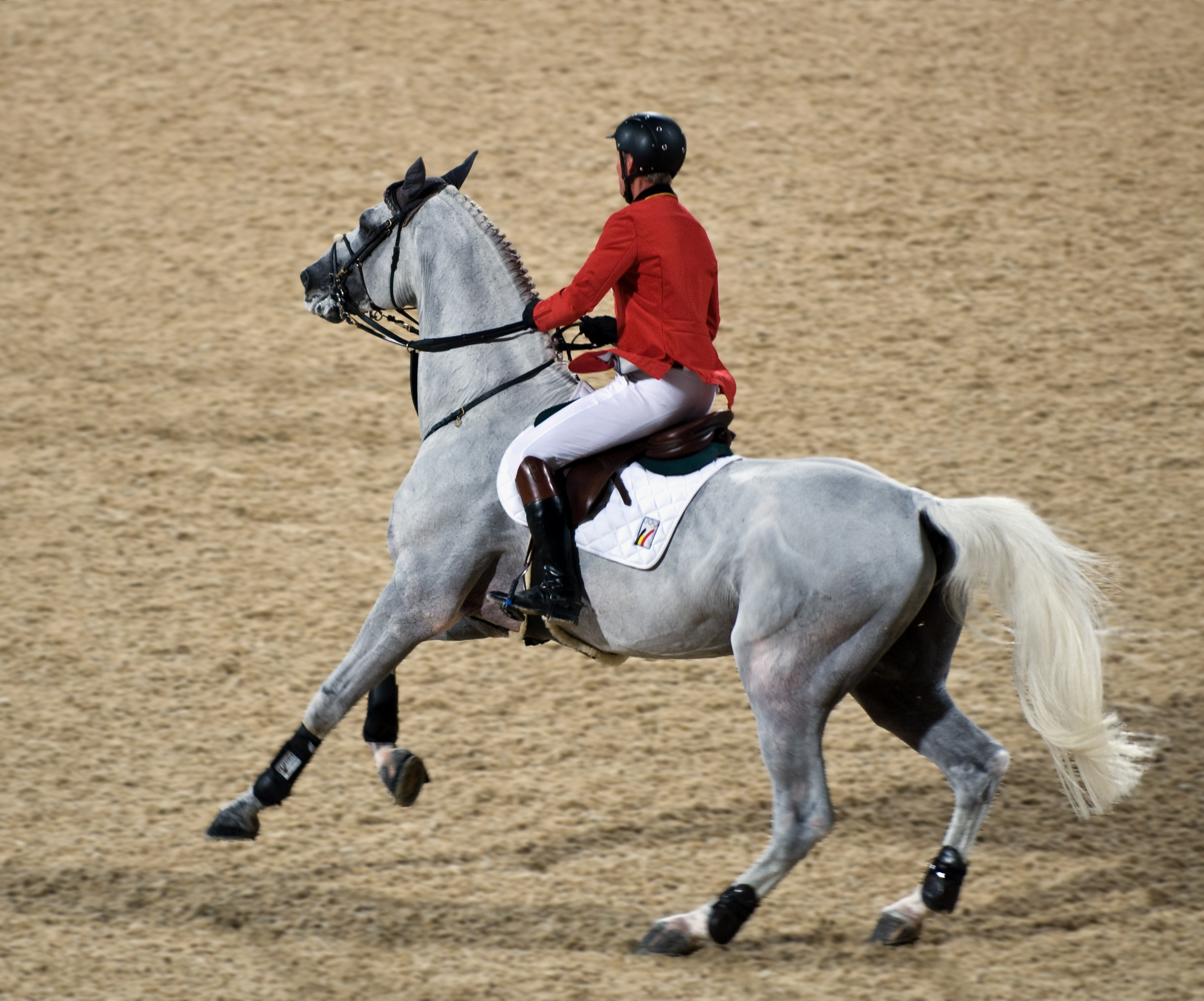
Jos Lansink und Cumano bei den Olympischen Reitsportwettbewerben 2008 in Hongkong

  - 1988 in Seoul: mit Felix 5. Platz mit der Mannschaft und 7. Platz im Einzel
  - 1992 in Barcelona:  mit Egano Goldmedaille Mannschaft und 42. Platz im Einzel
  - 1996 in Atlanta: mit Carthago Z 7. Platz mit der Mannschaft und 11. Platz im Einzel
  - 2000 in Sydney: mit Carthago Z 5. Platz mit der Mannschaft und 20. Platz im Einzel
  - 2004 in Athen: mit Cumano 6. Platz mit der Mannschaft und 28. Platz im Einzel
  - 2008 in Hongkong: mit Cumano 9. Platz im Einzel
  - 2012 in London: mit Valentina van´t Heike 13. Platz mit der Mannschaft und 23. Platz im Einzel
- Weltreiterspiele:
  - 1990 in Stockholm: mit Libero H 5. Platz mit der Mannschaft und 11. Platz im Einzel
  - 1994 in Den Haag: mit Easy Jumper 8. Platz mit der Mannschaft und 12. Platz im Einzel
  - 2002 in Jerez de la Frontera: mit Caridor Z Bronzemedaille mit der Mannschaft und 6. Platz im Einzel
  - 2006 in Aachen: mit Cumano 7. Platz mit der Mannschaft und Goldmedaille im Einzel
  - 2010 in Lexington: mit Valentina van´t Heike 17. Platz im Einzel und Bronzemedaille mit der Mannschaft
- Europameisterschaften:
  - 1989 in Rotterdam: mit Felix Bronzemedaille Einzel
  - 1991 in La Baule: mit Egano Goldmedaille Mannschaft und Bronzemedaille Einzel
  - 1993 in Gijón: mit Easy Jumper 5. Platz mit der Mannschaft und 10. Platz im Einzel
  - 1995 in St. Gallen: mit Easy Jumper 6. Platz mit der Mannschaft und 18. Platz im Einzel
  - 1997 in Mannheim: mit Calvaro Z Silbermedaille mit der Mannschaft und 8. Platz im Einzel
  - 1999 in Hickstead: mit Carthago Z Bronzemedaille mit der Mannschaft und 8. Platz im Einzel
  - 2001 in Arnheim: mit Caridor Z 5. Platz mit der Mannschaft und 5. Platz im Einzel
  - 2003 in Donaueschingen: mit Caridor Z 4. Platz mit der Mannschaft und 20. Platz im Einzel
  - 2007 in Mannheim: mit Cumano 10. Platz mit der Mannschaft und Silbermedaille im Einzel
  - 2011 in Madrid: mit Valentina van´t Heike 7. Platz mit der Mannschaft und 23. Platz im Einzel[7]
- weitere:
  - 1× Weltcupsieger (1994 auf Libero H)
  - 8× Niederländischer Meister
  - 1× Sieger im Großen Preis von Aachen (1992 auf Egano)